# Európai vidra

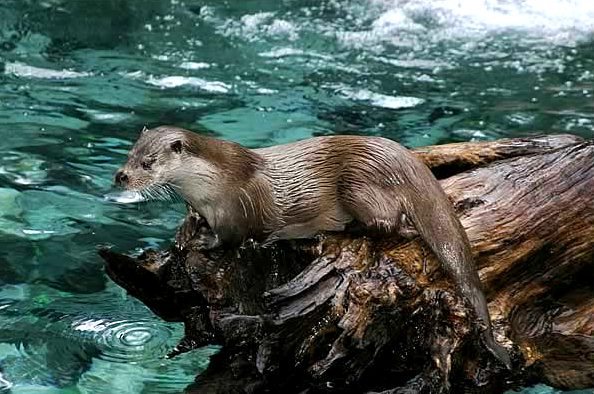

Az európai vidra, vagy gyakran csak röviden vidra (Lutra lutra) a menyétfélék (Mustelidae) családjába tartozó, részben vízben élő ragadozó emlősállat. A szabad természetben ritkán lehet látni, mert a Kárpát-medencében szinte kizárólag éjszakai életet él.
Az ujjai közötti úszóhártyák és áramvonalas teste egyaránt a gyors úszást segíti elő. Testtömege 3–14 kg, testhossza 46–82 cm.

## Előfordulása
Nyugat-Európától Északkelet-Szibériáig és Koreáig, Kis-Ázsiában, a Himalája régiójában, Dél-Indiában, Kínában, Japánban, Indokínában, Szumátrán, Jáván és Északnyugat-Afrikában él.
Általában az édesvizek környékén él, Nyugat-Európában és Skandináviában a tengeröblökben, Dél- Délkelet-Ázsiában a mangrove-mocsarakban, a bizonytalan helyzetű közel-keleti állomány (fél)sós mocsarakban is megtalálható.

## Alfajai
- Lutra lutra angustifrons
- Lutra lutra aurobrunneus
- Lutra lutra barang
- Lutra lutra chinensis
- Lutra lutra hainana
- Lutra lutra kutab
- Lutra lutra lutra
- Lutra lutra meridionalis
- Lutra lutra monticolus
- Lutra lutra nair
- Lutra lutra seistanica

## Életmódja
Magányosan él – a párzási időszak és a kölykeit vezető nőstény kivételével. Nem alszik téli álmot. Vackát víz fölé hajló fák tövében, maga ásta kotorékban készíti, de olykor megtelepszik vízparthoz közeli borzvárban, nádasban is. A kotorék bejárata a víz alatt is nyílhat, de ez a közvélekedéssel ellentétben nem általános.
Tápláléka változatos, döntően halakból, emellett kétéltűekből, rákokból, esetleg pézsmapocokból, újszülött mezei nyulakból és egyéb rágcsálókból, gerinctelen állatokból – kagyló, nagyobb, vízben élő rovarok, rovarlárvák – áll. Az elfogyasztott halak mérete, faja adott vízterülettől függ, de általában a kisebb, úszás közben könnyen elfogyasztható, tömeges fajokat zsákmányolja. Esetenként jóllakottan, játékból is halászik.
Idejének csak kis részét tölti a vízben vadászattal és játékkal, döntő részben – a többi emlős ragadozóhoz hasonlóan – a vízparton, vackában pihen, alszik. Többször megfigyeltek télen egész vidracsaládokat, amint a vízparton „szánkóztak”. Jó magasra felmásztak a parton, aztán a hasukon csúsztak le a lejtőn. Zsírréteg nem védi a kihűléstől a vízben, csak bundájának víztaszító tulajdonsága, zsírossága és tömöttsége. Egy négyzetcentiméternyi bőrfelületre 50 000 szőrszál jut. Körülbelül 10 méter mélységbe és maximálisan 1–2 percig merül.
Természetes ellenségei – róka, nagyobb ragadozó madarak – inkább csak a kölyköket veszélyeztethetik.

## Szaporodása
Kitüntetett párzási időszak általában nincs, azonban a környezeti feltételek miatt előfordulhat szezonalitás, a kölykök születése ilyenkor a táplálékban bővebb időszakhoz kötődik.
A nőstény 62 napi vemhesség után 1–4, esetleg 5, de a leggyakrabban 2 kölyköt hoz világra. A kölykét 3 hónapig szoptatja, de hosszabb ideig, akár több mint egy évig is együtt maradhatnak. 2–3 éves korukban válnak ivaréretté. A nőstény esetleg csak kétévenként nevel kölyköket. A hím nem vesz részt a kölykök felnevelésében. Potenciális életkora tíz év felett van, de természetes élőhelyein ennél jóval kisebb a várható élettartama.

## Természetvédelmi helyzete

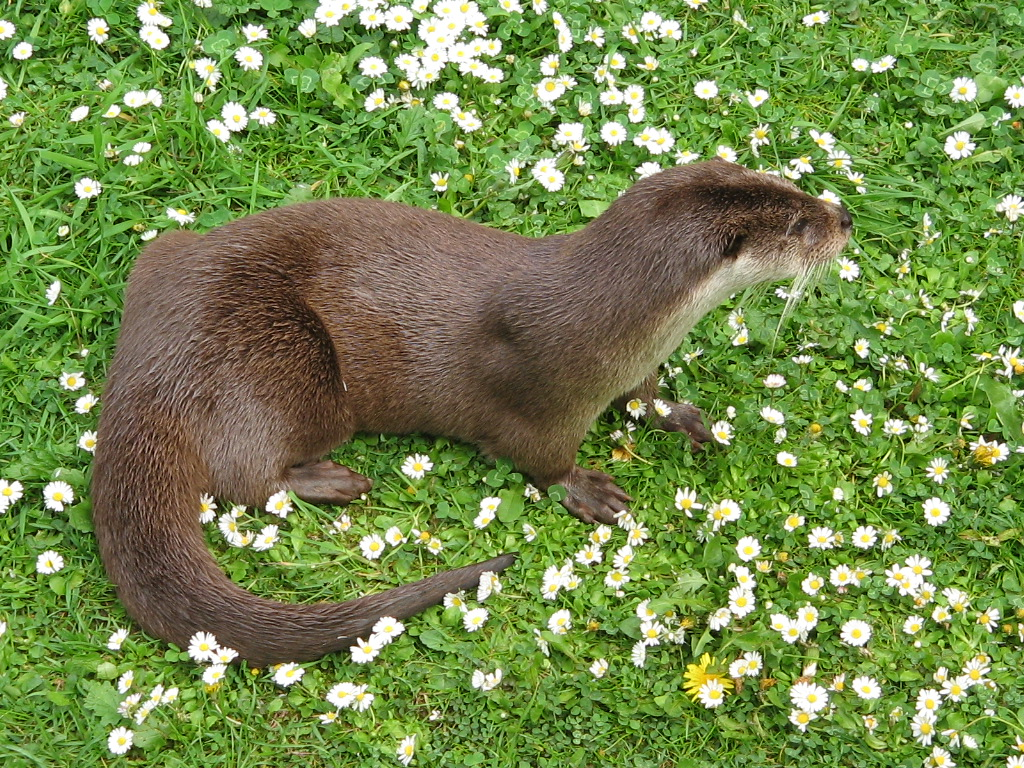

Az európai vidra egész kontinensünkön veszélyeztetett faj, több nyugat-európai országban, illetve egyes jellemző élőhelyein ki is pusztult. Jó néhány helyen próbálkoznak a visszatelepítésével, visszatelepülésének segítésével. Egyes területeken (Németország, Brit-szigetek középső része) ez mérsékelt sikerrel is járt.
A faj korábbi visszaszorulásának okai nem tisztázottak részleteiben, de a táplálékállatok mennyiségének csökkenésén, az élőhelyeinek átalakításán, a közúti forgalom növekedésén, a műanyag alapanyagú hálók és varsák elterjedésén felül minden bizonnyal a szennyezőanyagok (PCB-k, DDT, egyéb halogénezett szénhidrogének és egyes nehézfémek) is hozzájárultak ehhez.
Európa más országaihoz képest Magyarországon kiemelkedően sok vidra él, elsősorban a Dél-Dunántúl halastavainál.
Fokozottan védett faj. Hazai veszélyeztető tényezői a vizes élőhelyek pusztulása (a Kiskunság és Nyírség kiszáradása, a halastavak számának csökkenése, a vízpartok lebetonozása, parti növények irtása), vízközeli autóutak építése (gyakran elgázolják őket) és egyes, vidrákról alkotott tévhitek („nagyon sok halat eszik, gyorsan elszaporodik”). Hazánkban a szennyezőanyagoknak kevesebb szerepe van a veszélyeztető tényezők között, de mivel a vidra a vízi tápláléklánc csúcsán álló élőlény, potenciális veszélyforrásként ez is felsorolható.
1995-ben az Alapítvány a Vidrákért vezetésével országos mozgalom indult a vidrák megmentésére és a populáció megfigyelésére.
Állatkertekben korábban gyakrabban tartották, mint manapság. Napjainkban fogságban elsősorban közeli rokonát, az ázsiai törpevidrát tartják. Magyarországon például a Szegedi Vadasparkban, a Jászberényi Állat- és Növénykertben és a Gyöngyösi Állatkertben láthatjuk. Ezen kívül fogságban a Petesmalmi Vidraparkban találkozhatunk még vele idehaza.
A Vadonleső Program 2020-ban az európai vidrát választotta az év emlősének.

## A vidrahús
A vidra húsa fogyasztható. Főleg Oroszországban, Szibériában és Közép-Ázsiában tartozik a jellemző vadhúsok közé. Ezeken a területeken gyakorta füstölni is szokták. A vidra húsa tápláló, egészséges, sok telítetlen zsírsavat tartalmaz, sőt megemésztése is könnyű, ezért a gyomorbántalmakkal vagy egyéb gyomorbetegségekkel küzdőknek is ajánlott. Fogyasztása továbbá csökkenti a koleszterinszintet, javítja az emésztési folyamatot, csökkenti a szív- és érrendszeri megbetegedések kockázatát.

## Képek

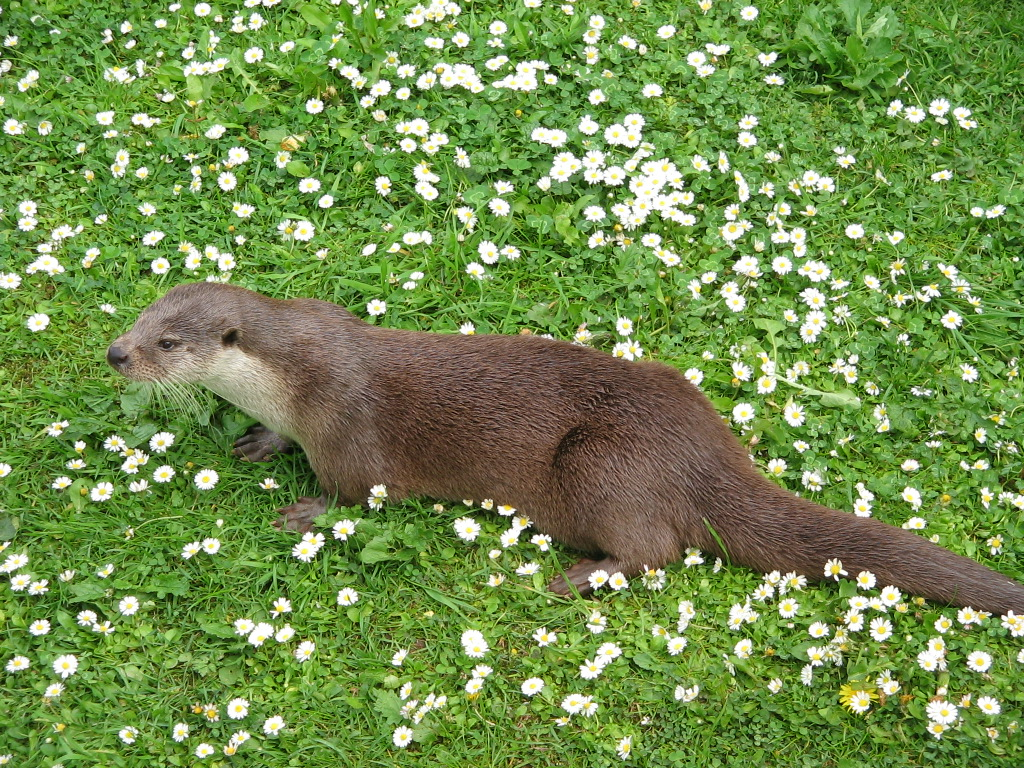
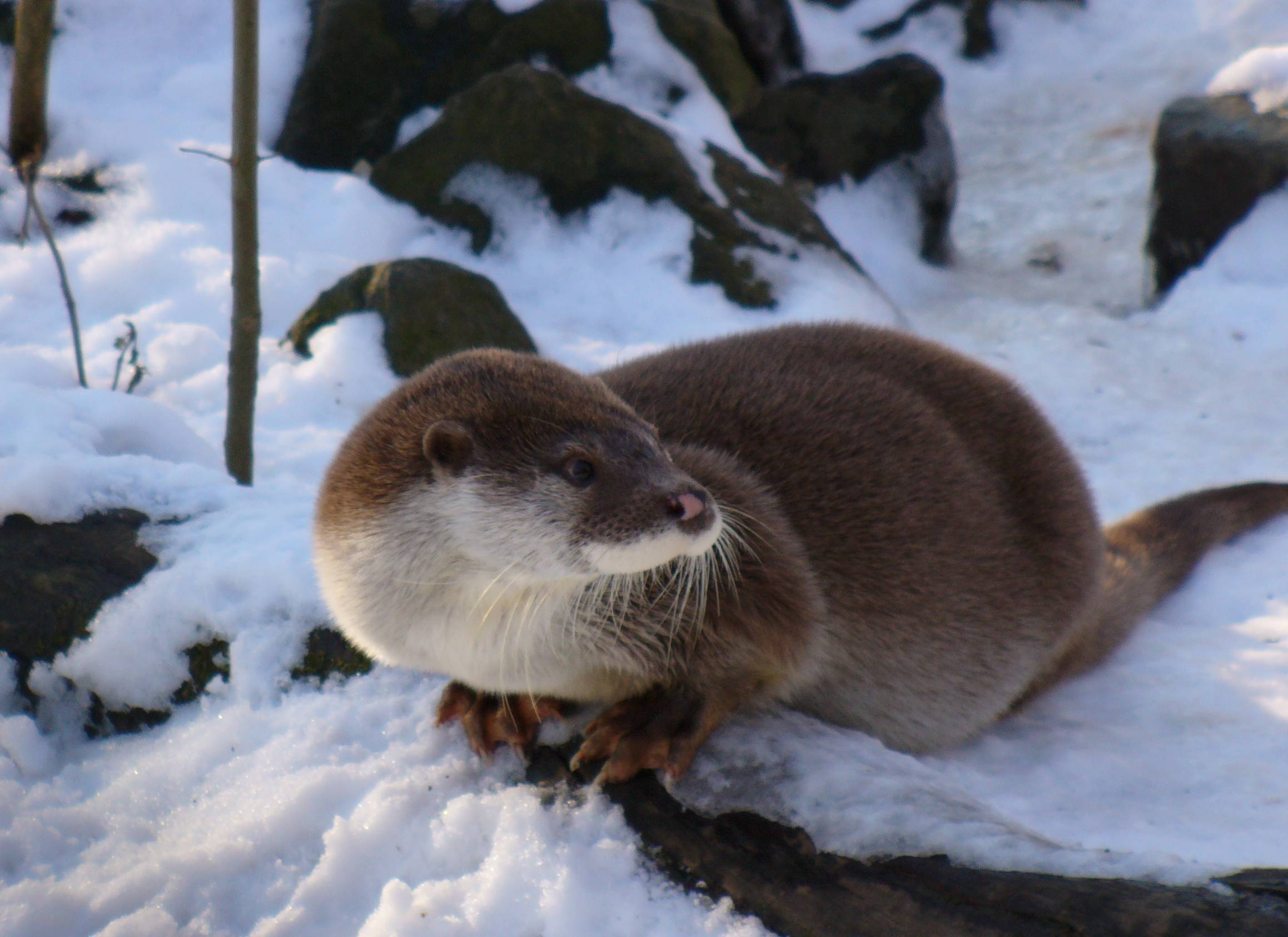
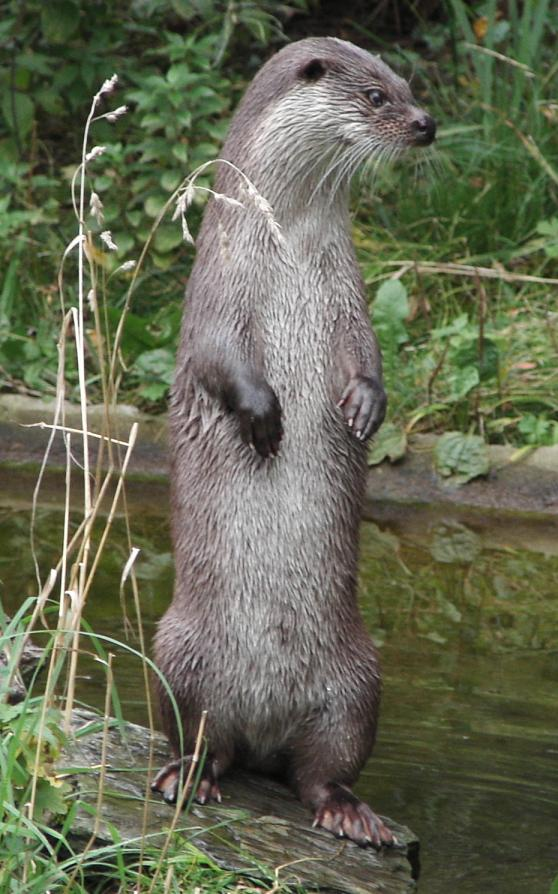
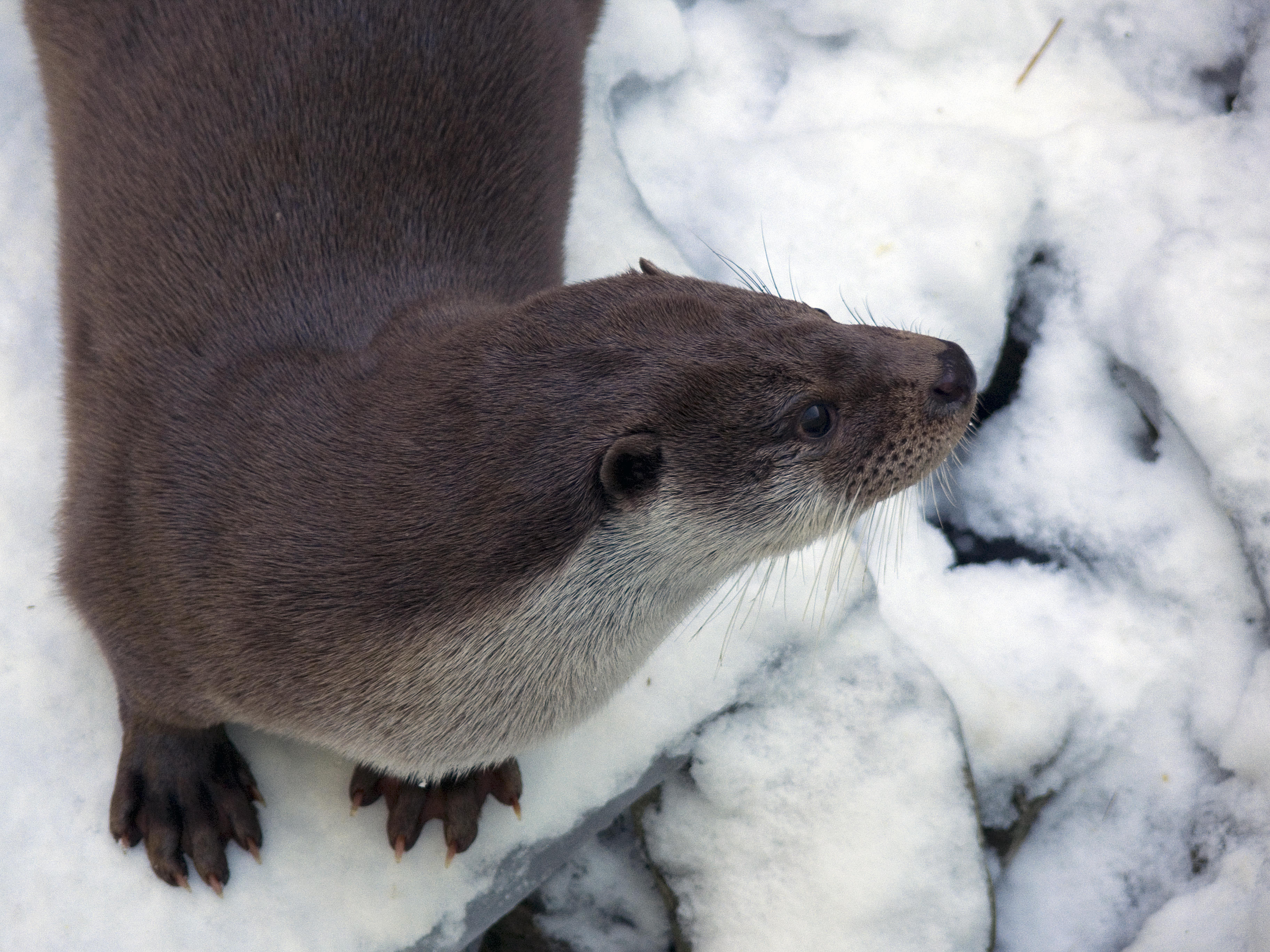